# أندي ويلسون
أندي ويلسون (بالإنجليزية: Andy Wilson)‏ (27 سبتمبر 1940 المملكة المتحدة - ) هو لاعب كرة قدم بريطاني.